# Меджимурска
Меджимурска, Меджимурская жупания (хорв. Međimurska županija) — административно-территориальная единица на севере Хорватии, расположенная в междуречье Дравы и Муры. Историческое и неофициально употребляемое именование региона — Меджимурье, происходящее от слова «между» (хорв. međi) и названия реки Мура. В Меджимурье производится: знаменитый сорт сыра — турош, светомарское кружево — нематериальное культурное достояние Хорватии.

## География
Площадь жупании — 729 км². Она самая маленькая в Хорватии (после города Загреба), но в то же время наиболее густонаселённая — 156,11 человек на км². Так же это и самая северная хорватская жупания: она граничит только с Вараждинска на юге. На северо-востоке жупания граничит с Венгрией, на севере и северо-западе — со Словенией.
Меджимурье достаточно низменно, высота колеблется от 120 до 344 метров над уровнем моря. Почвы плодородны, из 729 км² общей площади под сельскохозяйственные нужды используется почти половина — 360 км². Леса и пастбища занимают 105 км².

## История
Исторически Меджимурска (под названием Муракёз) длительное время входила в состав Венгерского королевства (до 1918, а также в 1941—1945), при этом в местном населении венгры составляли очень небольшую долю (около 1/20 в начале 20 века, и меньше процента в настоящее время).
В 1254 году здесь был основан город Прелог. Впервые он упомянут в 1264 году, позже город перешёл под власть семьи Зринских, под управлением которых Прелог успешно развивался как торговый и ярмарочный центр. 

## Население
Согласно данным переписи 2001 года, на территории жупании проживало 118 426 человек, 96 % из которых составляли хорваты. К числу национальных меньшинств Меджимурья относятся венгры, словенцы, албанцы и цыгане.
Среди жителей преобладает кайкавский диалект хорватского языка (литературная норма хорватского — штокавский диалект). Народные традиции и кухня региона испытали сильное венгерское влияние.

## Административное деление
В состав Меджимурска входят 25 муниципальных образований (3 города и 22 общины):
- Города:
  - Мурско-Средишче (3322 человека)
  - Прелог (4288 человек)
  - Чаковец, административный центр (15 790 человек)
- Общины:
  - Белица
  - Вратишинец
  - Горичан
  - Горни-Михальевец
  - Декановец
  - Домашинец
  - Доньи-Видовец
  - Доньи-Кральевец
  - Донья-Дубрава
  - Коториба
  - Мала-Суботица
  - Неделишче
  - Ореховица
  - Подтурен
  - Прибиславец
  - Света-Мария
  - Свети-Мартин-на-Мури
  - Свети-Юрай-на-Брегу
  - Селница
  - Страхонинец
  - Шенковец
  - Штригова